# Berezneakî, Nedrîhailiv
Berezneakî (în ucraineană Березняки) este un sat în comuna Kurmanî din raionul Nedrîhailiv, regiunea Sumî, Ucraina.

## Demografie
Componența lingvistică a localității Berezneakî
     Ucraineană (96,87%)
     Rusă (3,13%)
Conform recensământului din 2001, majoritatea populației localității Berezneakî era vorbitoare de ucraineană (96,87%), existând în minoritate și vorbitori de rusă (3,13%).